# アドルフ・ブッシュ
アドルフ・ブッシュ（ドイツ語: Adolf Busch, 1891年8月8日 - 1952年6月9日）は、ドイツのヴァイオリニスト、作曲家。

## 経歴

### 幼少時代〜学生時代

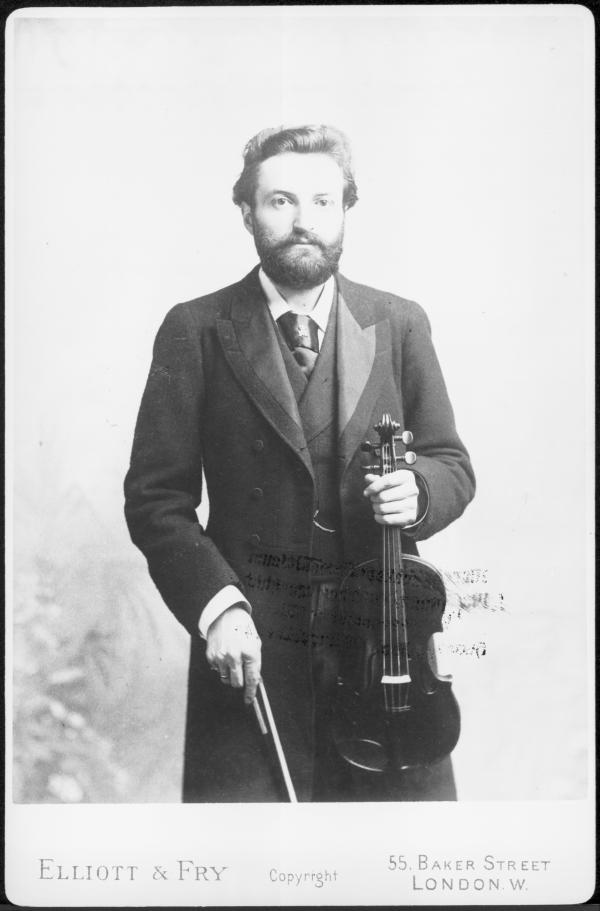
師ヴィリー・ヘス

1891年8月8日、ドイツ帝国、ヴェストファーレン地方のジーゲンに生まれる。3歳の頃より、工芸家具職人でありアマチュアのヴァイオリン奏者であった父から手ほどきを受け、6歳で初めて人前で演奏した。その後1902年から1908年にかけてケルン音楽院に在籍し、ヴィリー・ヘス、フリッツ・シュタインバッハ、ブラム・エルデリングに師事する。学生時代のブッシュはヴァイオリニストよりも作曲家を目指しており、ケルン音楽院の卒業記念演奏会では自作の『オーケストラのためのセレナード』を指揮した。なお、その後は交響曲、ヴァイオリン協奏曲、ヴァイオリン・ソナタを含む180あまりの作品を遺している。また、ベートーヴェンの『ヴァイオリン協奏曲』のカデンツァも自分で作曲した。
ケルンを卒業するとボンに移り、フーゴー・グリュッターに作曲を学んだ。なお、のちにブッシュはグリュッターの娘フリーダと結婚した。
また、1907年からは作曲家のマックス・レーガーと交流を深め、その室内楽作品の紹介に努めた。作曲家の目の前で、レーガーのヴァイオリン協奏曲を暗譜で弾いたブッシュはレーガーに気に入られ、レーガーが1916年に死去するまで、ヴァイオリン曲や室内楽の試演・リサイタルのパートナーとして活躍した。なお、2人は20歳近く年が離れていたが、解釈についてしばしば激論を戦わせた。

### キャリア初期
ブッシュは18歳で教育課程を終え、ブラームスのヴァイオリン協奏曲を演奏してソリストデビューを果たした。1912年には指揮者フェルディナント・レーヴェのもとで、ウィーン楽友協会管弦楽団のコンサートマスターを5年間務めたが、同時にソリストおよび室内楽奏者としても活躍し、「前途有望な新人」として、指揮者のヴィルヘルム・フルトヴェングラーやブルーノ・ワルターと共演している。
また、同じく1912年にはイギリスでのデビューを果たし、「第一級の奏者になる」「スタイルの純粋さとフレージングの際立った美しさはフリッツ・クライスラー以外に比べるものがない」と激賞された。
さらに1918年には、ベルリン高等音楽院の主任教授に就任した。このポストはヨーゼフ・ヨアヒム、そしてその後継者であるアンリ・マルトーが務めてきたもので、「最高の名誉を意味する」ものであるとされた。ただし、前任者2人と同様に、ブッシュもベルリンにおいて「トップクラスのヴァイオリニスト」を育成することはかなわなかったと評されている。なお、後述のユーディ・メニューインは、ブッシュがバーゼルに移住したのちの弟子である。

### ブッシュ弦楽四重奏団の結成

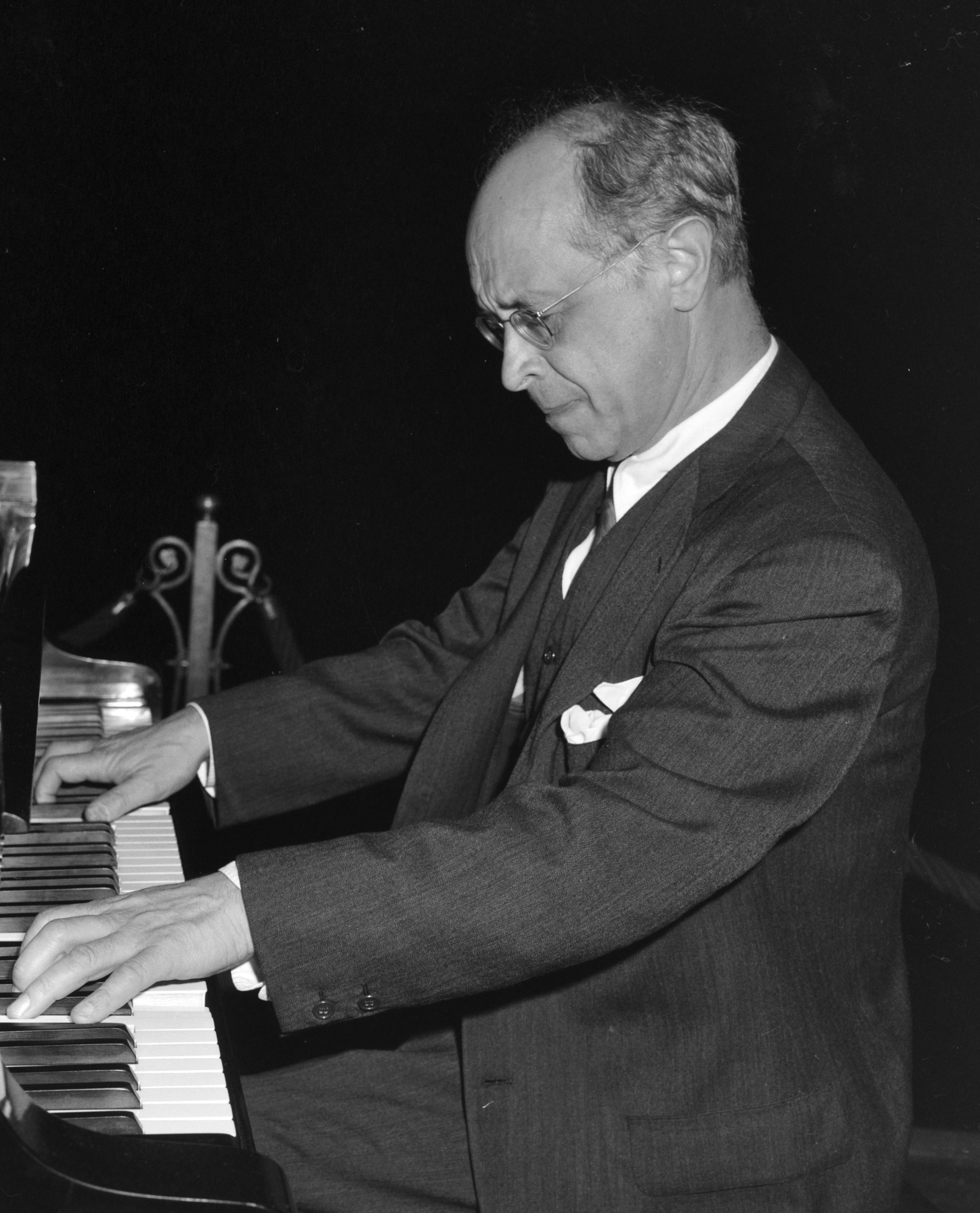
娘婿のピアニストルドルフ・ゼルキン (1962年)

1919年には、ブッシュ弦楽四重奏団をスイスのバーゼルで結成した。ブッシュは第1ヴァイオリンを務め、第2ヴァイオリンはカール・ライツ、ヴィオラはエミール・ボーンケ、チェロはパウル・グリュンマーが務めた。なお、第2ヴァイオリンのライツは1920年にゲスタ・アンドレアソンと、ヴィオラのボーンケは同年パウル・ドクトールと交代している。また、チェロのグリュンマーは、ブラームスの『ヴァイオリンとチェロのための二重協奏曲』のソリストとしてもブッシュと共演しているが、1930年に弦楽四重奏団を脱退している。
なお、この頃ブッシュはルイーゼ・ヴォルフが切り盛りする音楽事務所ヴォルフ＝ザックスの所属アーティストとして活躍した。また、1922年にはルドルフ・ゼルキンと出会い、デュオを結成した。さらに、アドルフの弟であるチェリストのヘルマン・ブッシュを交え、トリオとしても活動した。

### 海外での活躍とナチスとの確執
1927年にバーゼルへと移り住み、ユーディ・メニューインを指導した。また、1931年にはアルトゥーロ・トスカニーニが指揮するニューヨーク・フィルハーモニックとともにアメリカデビューを果たした。なお、トスカニーニはブッシュが尊敬する指揮者の1人であり、1920年にミラノでトスカニーニのリハーサルに立ち会った際、ブッシュはその妥協のなさに感銘を受け、練習量を増やしたとされる。トスカニーニもブッシュの演奏に感動し、ニューヨーク・フィルハーモニックの海外ツアーのゲスト・ソリストとして招くとともに、バッハの解釈について教えを求めた。
ブッシュが海外で活躍するなか、1933年にドイツで権力を掌握したナチスは、「ドイツ的ヴァイオリニスト」として世界的な人気を博していた音楽家で、ヨーゼフ・シゲティとならんで「非ユダヤ人」の一流ヴァイオリニストであったブッシュがベルリンに戻ってくることを熱望し、様々な交渉を持ちかけたが、ナチスの態度に反対していたブッシュはこれを断り、第二次世界大戦後に至るまでドイツでの演奏活動を断念した。

### ブッシュ室内管弦楽団およびトリオの結成
1935年には、フィレンツェ五月音楽祭のためにイギリスでブッシュ室内管弦楽団を組織し、ヨハン・セバスティアン・バッハ作曲の『ブランデンブルク協奏曲』を演奏した。
このコンサートにはブッシュ弦楽四重奏団のメンバーらとともに、アドルフ・ブッシュの娘であるヴァイオリン奏者イレーネ（ルドルフ・ゼルキンの妻）、チェロおよびヴィオラ・ダ・ガンバ奏者としてアウグスト・ヴィンツィンガー、ブランシュ、オネゲル夫妻、コントラバス奏者としてクロード・ホプティらが参加した。また、著名な音楽家たちがソリストとして登場しており、アドルフ・ブッシュ自身のほか、フルート奏者のマルセル・モイーズ、オーボエ奏者のイヴリン・ロスウェル、ファゴット奏者のポール・ドレイバー、ホルン奏者のオーブリー・ブレイン、デニス・ブレイン、フランシス・ブラッドレイ、トランペット奏者のジョージ・エスクデール、ピアノおよびコンティヌオ奏者としてルドルフ・ゼルキンが顔を揃えた。
1935年以後もブッシュ室内管弦楽団は活動を続け、アドルフ・ブッシュがアメリカに渡ってからは、ヘルマン・ブッシュ、モイーズ父子、オネゲル夫妻、ルドルフ・ゼルキンらの協力のもと、より大きな編成のアンサンブルとして再編成された。なお、このブッシュ室内管弦楽団が発展して、のちにマールボロ音楽祭管弦楽団となった。
また、同時期に弟のチェロ奏者ヘルマン、娘婿のピアニストであるルドルフ・ゼルキンと共にトリオを結成している。さらに1939年には、ヤッシャ・ハイフェッツ、ナタン・ミルシテイン、オスカー・シュムスキー、ウィリアム・プリムローズ、エマヌエル・フォイアマン、グレゴール・ピアティゴルスキー、アルフレッド・ウォーレンスタインらとともに、チャタム・スクエア音楽学校のための慈善事業として「子どもたちのオーケストラ」を結成し、アルトゥーロ・トスカニーニの指揮のもとで演奏会を開いた。

### 渡米から晩年
ナチスの台頭によりドイツでの活躍の場を奪われたブッシュは、1940年にアメリカに渡った。アメリカでもブッシュ弦楽四重奏団として活躍するとともに、娘婿のピアニストであるルドルフ・ゼルキンとのデュオを行った。また、上述のとおり、編成の変化を伴いながら、ブッシュ室内管弦楽団の一員としても活動を続けた。
1952年6月9日、バーモント州のギルフォードで死去。

## レパートリーとレコーディング
ドイツ系の作品を中心に演奏しており、ベートーヴェンのヴァイオリン協奏曲を生涯で203回演奏した。また、ブラームスのヴァイオリン協奏曲を144回、モーツァルトのヴァイオリン協奏曲第5番を70回、バッハのヴァイオリン協奏曲第2番を58回演奏した。さらには、1919年と1931年にバッハの『無伴奏ヴァイオリンのためのソナタとパルティータ』の注釈版を出版した。
1930年代から活発に行ったレコーディングでもドイツ系の作品を多く取り上げており、その他の国の作品としては、自分が編曲したアンコール・ピース用のイタリア作品があるのみである。なお、アメリカ亡命はHMVに、亡命後は米コロンビアにレコーディングを行った。また、バッハの『無伴奏ヴァイオリンのためのパルティータ第2番』『管弦楽組曲』およびシューベルトの『大幻想曲』全曲を世界で初めて録音している。

## 家族
工芸家具職人の父はアマチュアのヴァイオリン奏者であり、オーケストラを組織していた。8人兄妹のうち、兄のフリッツ・ブッシュは指揮者となり、しばしばアドルフと手紙でオーケストラに関する話をしていた。また、弟のヘルマン・ブッシュはチェロ奏者、娘のイレーネはヴァイオリン奏者となった。さらに兄妹のうち1人は俳優になった。
アドルフの娘イレーネと1935年に結婚したルドルフ・ゼルキンはピアニストで、ヘルマンを交えてトリオを結成するとともに、ブッシュ室内管弦楽団にも参加した。

## 評価

### ソリストとしての評価
ヨーゼフ・ヨアヒム以来のドイツ風の演奏を受け継いでいると評されており、ヴァイオリニストのナタン・ミルシテインはブッシュについて「パガニーニの『奇想曲』を輝くばかりに演奏するかと思えば、ベートーヴェンの協奏曲を深く演奏することのできる優れたヴァイオリニストだった」と述べている。また、ルドルフ・ゼルキンとのデュオも評判が高かった。
晩年は演奏技術に陰りが見られることもあり、第二次世界大戦後にブッシュと共演した指揮者のゲオルグ・ショルティは「優しく温かみのある人だったが、演奏家としては盛りをすぎ、かつての名手の影法師でしかなかった」と評している。同様に、上述のミルシテインも「心臓に疾患があり、人生の終わりに向かいつつ、かつての激しさで演奏することは難しくなっていた」と述べた。また、ピアニストのクラウディオ・アラウは「アメリカに来て埋もれてしまう才能」との1人としてブッシュの名を挙げており、「人々は少しも彼を認めませんでした」と語った。
ただし、そのような技術の衰えを経てもなお「彼と個々の聞き手ひとりひとりとのあいだに非常に個人的な触れ合いが存在するような感じが生ずるのであった」とも評されている。

### 弦楽四重奏団の評価
ベートーヴェンやブラームスの解釈で名を馳せ、「ドイツの弦楽四重奏団は、ヨーゼフ・ヨアヒムが組織した弦楽四重奏団からブッシュ弦楽四重奏団に至り最高のレベルに達した」と評価された。日本での人気も高く、ブッシュ四重奏団の演奏した『ラズモフスキー第1番』の復刻盤は1か月で5000枚を売り上げた。
また、ウィーン・フィルハーモニー管弦楽団で首席第2ヴァイオリン奏者を務めたオットー・シュトラッサーは、ヨーゼフ・ヨアヒムの弦楽四重奏団、アルノルト・ロゼの弦楽四重奏団と並び、ブッシュ弦楽四重奏団のことを「偉大な弦楽四重奏団」と評している

### 室内管弦楽団の評価
リチャード・オズボーンは、ヘルベルト・フォン・カラヤンによる『ブランデンブルク協奏曲』の録音について、ユーディ・メニューインやベンジャミン・ブリテン、そしてアドルフ・ブッシュの録音の系譜にあると述べている。

## 後世への影響
ヴァイオリニストのユーディ・メニューインは、バーゼル時代のブッシュから指導を受けた。なお、ブッシュは若きメニューインに人前で演奏せず、まずは勉強に専念するように諭したが、対照的に子供時代のダニエル・バレンボイムには人前で演奏することを勧めた 。
のちに指揮者となったヤッシャ・ホーレンシュタインは、ウィーンでブッシュに師事している。また、指揮者のカルロ・マリア・ジュリーニはオーケストラ団員としてブッシュと共演しており、のちにその影響を語った。